# 30 St Mary Axe
A 30 St Mary Axe (becenevén The Gherkin azaz Az Uborka), vagy más néven Swiss Re Building egy felhőkarcoló London fő üzleti negyedében, a City of Londonban. Az épületet 2003-ban fejezték be és 2004 április 28-án nyitották meg. 180 méteres magasságával, valamint 40 emeletével egy új korszak kezdetét szimbolizálja, melyre a magasépítésű irodaházak robbanásszerű növekvő száma jellemző.
Az épületet Norman Foster és Ken Shuttleworth építészek tervezték az Arup tervezőirodával együttműködve, a kivitelezés pedig a Skanska vállalat feladata volt 2001 és 2004 között.

## A helyszín történelme
A torony területén állt egykor a Baltic Exchange épülete, melyben a globális tengeri-szállítmányozási tőzsde központja kapott helyet. 1992. április 10-én az IRA pokolgépet robbantott a tőzsde közelében, amelynek hatására az épületben és a környező házakban komoly károk keletkeztek.
Az angol kormány történelmi értékekért felelős tanácsadója, az English Heritage és a City of London kormányzati testülete úgy gondolták, hogy bármilyen felújítási terv a régi épület St Mary Axe utcára néző homlokzatának eredeti állapotba való visszaállítását kell hogy tartalmazza. Az Exchange Hall (tőzsdecsarnok) egy ünnepelt része volt a tengeri-szállítmányozó cégnek.
Mivel a Baltic Exchange nem tudott akkora összeget ráfordítani az épület helyreállítására, a Trafalgar House vállalatnak adta el a telket 1995-ben. A terület fennmaradt épületeit kellő óvatossággal elbontották, az Exchange Hallt, illetve annak homlokzatát pedig eredeti állapotába visszaállították, és elzárták a természet erői elől.
Miután az English Heritage arra a következtetésre jutott, hogy a károk sokkal súlyosabbak, mint azt előzetesen feltételezték, felhagytak a teljes visszaállításra vonatkozó tervükkel, bár a műemlékvédők tiltakoztak és a rekonstrukció mellett kardoskodtak.

## AGherkinelnevezés eredete
1996-ban a Trafalgar House készített egy tervet a Millennium Tower (egy 386 méter magas, több, mint 90,000 négyzetméter iroda-területtel rendelkező épület, melynek tetején, 300 méter magasan egy nyilvános kilátó kapott volna helyet) megépítésére. Ezt a tervet elutasították, azonban átdolgozást követően egy alacsonyabb torony tervét elfogadták.
A The Gherkin név 1999-re vezethető vissza, és a terv szabad elvű kidolgozására, valamint az épület megjelenésére utal. Az épület fallikus kinézete más elnevezéseket is ihletett, így például Erotic Gherkin (Erotikus uborka), a Towering Innuendo (Tornyosuló célzás) és Christal Phallos (Kristály-fallosz). Utóbbi a Christal Palace, azaz a Kristálypalota névből formált szójáték eredménye.

## Az építkezés

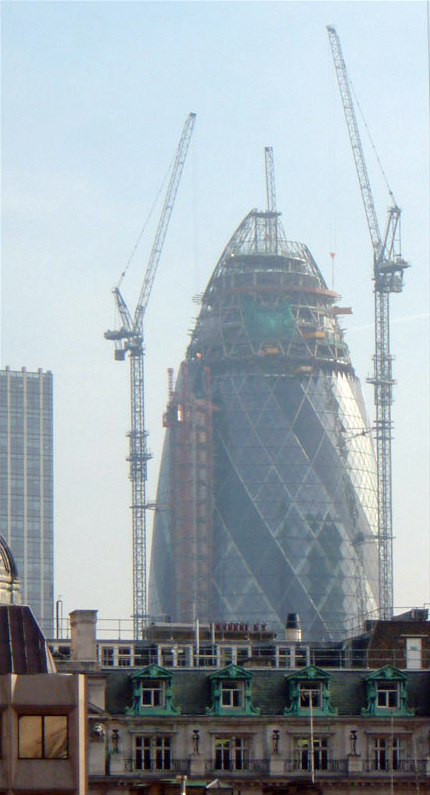
Az építkezés 2003 őszén

2000. augusztus 23-án John Prescott, az akkori miniszterelnök-helyettes kiadta az engedélyt egy - az eredetinél - jóval nagyobb épület megépítéséhez. A helyszín különlegesnek számított, hiszen a Baltic Exchange korábbi épületéről volt szó, teljes rekonstrukcióra szorult, és nem helyezkedett egyik „látósáv” útjában sem (a londoni építési irányelvek előírják, hogy bizonyos látószögből a Szent Pál-katedrális jellegzetes kupolájának város minden részéből látszania kell, a kilátást pedig nem takarhatja el semmilyen épület).
Az eredeti terv a Baltic Exchange épületének helyreállítását tartalmazta. A GMW Architects csoport készített egy javaslatot egy háromszög alaprajzú épületre, amely a helyreállított tőzsde épületét vette volna körül - a négyzet alakú alaprajz ugyanakkor lehetőséget adott volna nagy területű irodaszintek kialakítására, amit a bankok előnyben részesítenek.
Végezetül azonban a tervezők ráeszméltek, hogy a tőzsde épülete nem helyreállítható, így aztán az építésre irányuló buzgóságuk alábbhagyott. Úgy gondolták, hogy egy építészeti szempontból rendhagyó, és jellegzetes épület könnyebben jóváhagyást kapna a városvezetésnél. Ez a momentum arra sarkallta az építészeket, hogy szabadjára engedjék a fantáziájukat és kötetlenebb keretek között gondolkodjanak, vagyis az a korlátok közé szorított elképzelés, mi szerint egy tőke kímélő, "pénzgyár" típusú épület jobban tetszene az ügyfeleknek háttérbe szorult.
Egy másik fontos befolyásoló tényező a tervek készítésekor Canary Wharf volt. Abban az időben a bankok és a kereskedelmi intézmények jellemzően költöztek ki Canary Wharfra, mert a terület adottságai miatt nagyobb területű irodakomplexumok építése nem volt akadály. A City of London területén ilyen épületek építésére nem volt lehetőség, ezért a legtöbb vállalat arra kényszerült, hogy az alkalmazottait szétszorja város szerte a különböző telephelyein.  Amikor a city vezetősége felismerte az építési irányelvei sebezhetőségét, a magas irodaházak építése iránti kifogásai alábbhagytak.
A svájci illetőségű Swiss Re biztosító társaság visszafogott tervei egyeztek az építési hatóság elképzeléseivel, mely szerint olyan épületre van szükség, amely megőrzi a terület jellegzetes városképét a viszonylag szűk utcákkal. A Swiss Re terveiben szereplő torony tömege nem volt túl impozáns. A Barclays bank korábbi központjához hasonlóan a terv szerint a járókelő mit sem sejt az épület létezéséről amíg egészen a tövéhez ér.  Ilyen és ehhez hasonló tervek adják a city vizuális egyediségét, míg például New York FAR limitje (ez az érték határozza meg, hogy egy adott terület adottságaihoz igazodva legfeljebb mekkora össz-alapterületű irodaház építhető) és kedvezőtlen építési szabályai hatalmas csapást eredményeztek abban, ahogy a város ma kinéz ellentétben akár Párizzsal vagy Londonnal.

### Tervezés és építés

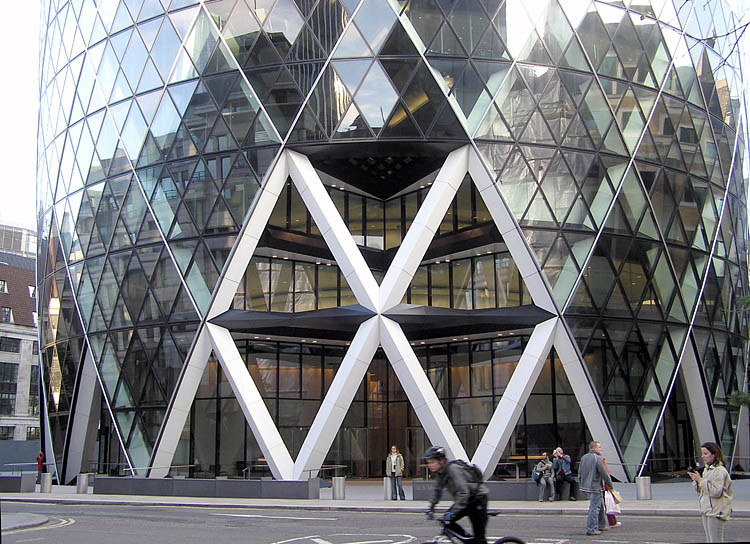
Az épület jellegzetes háromszög-elemekből álló héjszerkezete

Az épületet a Skanska vállalat építette 2003 decemberéig és 2004. április 28-án adták át. A tervezéskor fontos szempont volt a gazdaságos energiafelhasználás elve, így az épület nagyjából fele annyi energia felhasználásával üzemel, mint egy azonos méretű, hagyományos építési technológiával készült irodaház. A szintek között kialakított rések természetes szellőzést biztosítanak, ugyanakkor egy esetleges tűz esetén hat emeletenként az ilyenkor "kéményként" viselkedő járatok elzárhatók. A szintek közötti rések hatalmas, mesterséges dupla falú szigetelőréteget képeznek, mintegy szendvicsként közre fogják a levegőt, amely aztán szigeteli az irodaterületeket.
Az építészek általában limitálják az ehhez hasonló dupla falú szigetelőrétegek kialakítását magán-lakóházak esetén, gondolva a nem hatékony hőáramlás problémájára, ez az épület azonban kiaknázza ezt a jelenséget. Az üregben a légáramlás fizikai törvényei alapján nyáron a meleg levegő a járatokon keresztül távozik a belső, napfénytől védett területekről áramló hűvösebb levegő tolóereje révén, míg télen passzív napenergia melegíti a beltereket. A kialakított réseken a napfény bejut, így az épület világosabb, kellemesebb munkahelyeket biztosít és a világítási költséget jelentősen visszaszorítja.
A szél okozta kilengés mérséklésének elsődleges lépése a merevség fokozása, illetve lengéscsillapítók alkalmazása. A Swiss Re terveiben a háromszög-elemekből összeállított héjszerkezet az épületet megfelelően merevvé, szilárddá teszi, így nincs szükség további merevítés alkalmazására. Annak ellenére, hogy az épületet teljes egészében látszólag domború üvegtáblák fedik, valójában mindössze egyetlen domború üvegtábla található az irodaház külsején, ez pedig a lencse alakú csúcsfedő elem a torony legtetején. A felhőkarcoló elsődleges bérlője a svájci Swiss Re biztosítótársaság, amely itt rendezte be az egyesült királyságbeli regionális központját. A társaság nevéről kapta az épület a Swiss Re Tower becenevet, noha ez soha nem volt a torony hivatalos neve.
A torony legfelső, 40. emeletén egy bárt alakítottak ki a bérlők és vendégeik részére, amelyből páratlan, 360 fokos panoráma nyílik Londonra. A 39. emeleten étterem üzemel, valamint a 38. emeleten privát ebédlők találhatók. A legtöbb hasonló épület kiterjedt liftrendszerrel rendelkezik, amely sok értékes területet elvesz a kihasználhatóságból, a Gherkin esetén azonban a legfelső emeleten kialakított bár miatt ez nem volt megoldható. Így a tervezők csak a 34. emeletig építettek hagyományos liftet. Onnan a legfelső emeletig egy másik lifttel lehet feljutni, amely nem kábel-felfüggesztésű, hanem alulról mechanikus karok tolják fel speciális szerkezet segítségével. Felül egy márványborítású lépcsőház és egy mozgáskorlátozottak szállítására kialakított lift is található, amelyen a kupolában lévő bárba lehet feljutni.
Az épület nagy távolságból is látható. Így például északon az M11-es autópályán már 32 kilométer távolságból, míg nyugaton a Windsor Great Parkban található III. György szobortól is látható. Ugyanígy élvezhető a látványa a London Eye-ról, ugyanakkor keleten az A10-es főútról a Bishopsgate területén épült tornyok eltakarják.

### Az építkezés befejezése után
2005. április 25-én az újságokban megjelent, hogy 18-án egy üvegtábla levált az épület felső harmadáról és 180 méter zuhanást követően a lenti térre csapódott. A teret lezárták, de az épület továbbra is nyitva maradt. Egy ideiglenes, fedett bejáró készült a járókelők védelmére, amely a tér sarkától egészen a recepcióig vezet. A mérnökök ezek után megvizsgálták mind a 744 üvegpanelt az épület külsején.
2005 decemberében a felhőkarcolót a Világ legcsodáltabb új épületének nyilvánították egy felmérés alapján, melyet a világ legnagyobb építész vállalataival készítettek. A felmérés eredményét a 2006 BD World Architecture 200 publikálta.

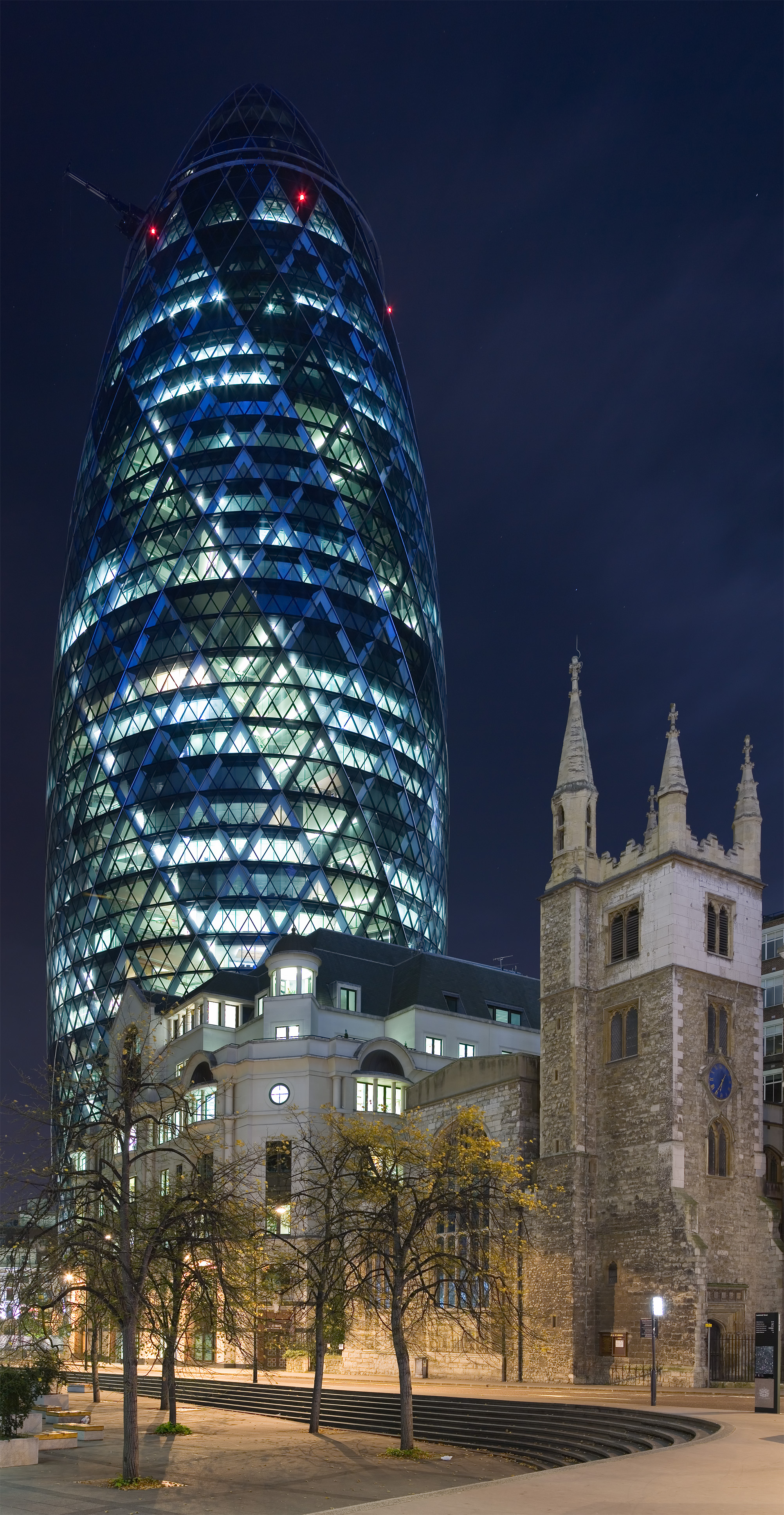

2006 szeptemberében az épületet eladásra bocsátották 600 millió font kikiáltási árral. A potenciális vevők között voltak a British Land és Land Securities ingatlan-befektetési alapok, a Prudential pénzügyi vállalat, az ING bank, valamint az Abu-Dzabi királyi család. A 40 emeletes felhőkarcoló maximális kihasználtsággal várhatóan évi 27 millió font bevételt termelhet. 2006 decemberében került nyilvánosságra, hogy a német IVG Asticus vállalat (az IVG Immobilien AG ingatlankezelő cég leányvállalata) lehet a 30 St Mary Axe tulajdonosa.
2007. február 21-én az IVG Immobilien AG és a brit Evans Randall befektetési vállalat lett az új tulajdonos, 630 millió fontért megvásárolva az épületet.

## Fordítás
Ez a szócikk részben vagy egészben  a(z)   30 St Mary Axe című angol nyelvű Wikipédia-szócikk fordításán alapul.  Az eredeti cikk szerkesztőit annak laptörténete sorolja fel. Ez a jelzés csupán a megfogalmazás eredetét és a szerzői jogokat jelzi, nem szolgál a cikkben szereplő információk forrásmegjelöléseként.